# Radio Brazzaville

Radio Brazzaville est une station de radio française, fondée sous le nom de Radio Club et devenue la voix de la France libre à l'instigation de Charles de Gaulle en 1942,.
La radio devient le Poste national en 1950.
Par la suite, les émetteurs diffusent, en relais, les programmes internationaux de l'ORTF. Avec l'indépendance du Congo-Brazzaville, l'ORTF obtient le droit d'usage sur les émetteurs. Mais les crédits baissant, la programmation locale disparait petit à petit, pour faire place à un relais pur et simple des émissions provenant de Paris, relayé par les émetteurs métropolitains d'Allouis et d'Issoudun.
À la suite d'un coup d'État, en 1972, le nouveau pouvoir révolutionnaire congolais nationalise les installations de Radio Brazzaville, privant ainsi, l'ORTF de tout relais hors de la métropole, cette situation perdura jusqu'en 1981.

## Histoire
Le 14 mai, Jean Moulin envoie au BCRA le texte d'un manifeste d'appui à de Gaulle qui devra être lu à la séance inaugurale du Conseil national de la Résistance (CNR) et qui proclame : « le peuple de France n’admettra jamais la subordination du général de Gaulle au général Giraud, mais réclame l’installation rapide d’un gouvernement provisoire, sous la présidence du général de Gaulle, le général Giraud devant être le chef militaire. Quelle que soit l'issue des négociations, de Gaulle demeure pour nous, seul chef de la Résistance française. » Le télégramme était daté du 8 mai, de Gaulle le recevra le 15 mai et il sera immédiatement diffusé sur Radio Brazzaville.
Radio Brazzaville est principalement supervisée par Jacques Soustelle.

## Collaborateurs
- Albert Bazire (directeur de la station de 1952 à 1963) ;
- André Clot ;
- François Foucart ;
- André Kaminker ;
- François de La Grange ;
- Joseph Pasteur ;
- Gilbert Pongault ;
- Helen Scott ;
- Jean-Jacques Soudeille (directeur de la station).